# Murzyłka dwuskrzydła
Murzyłka dwuskrzydła (Cloeon dipterum) – gatunek owada z rodziny murzyłkowatych z rzędu jętek. Występują w niemal całej Europie i w znacznej części strefy umiarkowanej Azji. Zostały także zawleczone do Ameryki Północnej, gdzie stwierdzono ich występowanie od drugiej połowy XX wieku.

## Morfologia
Imago

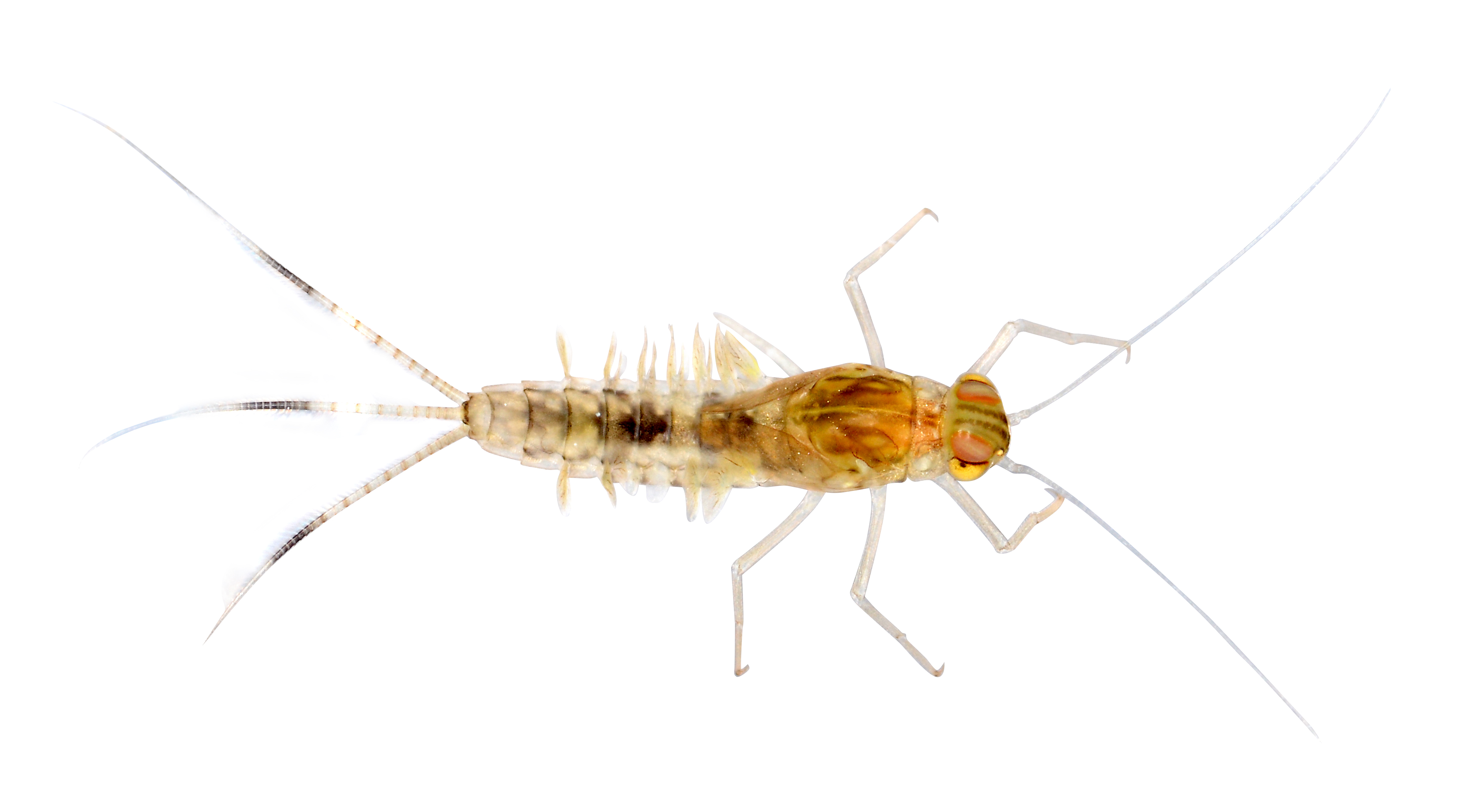
Samiec, nimfa (larwa)

Są to owady o bardzo zmiennym ubarwieniu i rozmiarach, co przyczyniło się do wielu problemów w oznaczaniu tego taksonu i spowodowało powstanie wielu synonimów taksonomicznych opisujących ten sam gatunek. Jest to niewielka jętka: przeciętna długość skrzydła i odwłoka imago wynosi około 11 mm. Rozwinięta jest tylko pierwsza para skrzydeł. Jak u innych jętek owady dorosłe mają zredukowany aparat gębowy i nie odżywiają się. Samce od samic odróżnia budowa oczu, które są znacznie większe i bardziej czułe u samców – dzięki czemu mogą odnajdywać samice w ciemności.
Nimfy (larwy)
Podobne do form dorosłych ale znacznie większe – sięgają 20 mm długości.

## Cykl życiowy
Nimfy żyją 1-3 lata na dnie wód odżywiając się głównie glonami, dobrze pływają. Ostatnie stadium nimfy wychodzi ponad wodę i przyczepiwszy się do rośliny przeobraża się w ciemnoskrzydłe subimago, a dopiero później w dojrzałe płciowo osobniki (prometabolia). Imago pojawiają się w dużych ilościach nad brzegami wód w sierpniu i wrześniu.